# Lichères-près-Aigremont
Lichères-près-Aigremont är en kommun i departementet Yonne i regionen Bourgogne-Franche-Comté i norra Frankrike. Kommunen ligger i kantonen Chablis som tillhör arrondissementet Auxerre. År 2022 hade Lichères-près-Aigremont 156 invånare.

## Befolkningsutveckling
Antalet invånare i kommunen Lichères-près-Aigremont
| Referens: INSEE |